# Dominicaines de la congrégation de Notre-Dame du Très Saint Rosaire
Les Dominicaines de la congrégation de Notre-Dame du Très Saint Rosaire sont une congrégation religieuse féminine enseignante et hospitalière de droit pontifical.

## Histoire
La congrégation est fondée à Bor-et-Bar en 1850 par Alexandrine Conduché (1833-1878) en religion Mère Marie-Anastasie, sur l'initiative de l'abbé Pierre-Jean Gavalda (1786-1859) pour l'enseignement dans les écoles rurales. L'institut est érigé canoniquement le 8 octobre 1851et agrégé à l'ordre dominicain le 27 novembre 1875,.
En 1885, les sœurs ouvrent leur première mission à Uberaba et se consacrent à l'apostolat des mineurs en Belgique. La maison-mère est déplacée à Monteils (Aveyron) en 1888. Après les lois anti-congrégationistes en France, elles ajoutent les soins infirmiers à leur apostolat. 
L'institut reçoit le décret de louange le 5 mai 1891 et leurs constitutions sont définitivement approuvées le 26 janvier 1942.

## Fusion
- 1953 :  Dominicaines gardes-malades fondée à Marvejols[2].

## Activités et diffusion
Les sœurs se consacrent à l'enseignement. 
Elles sont présentes en :
- Europe : France, Italie[4].
- Amérique : Brésil, Paraguay, République Dominicaine, Haïti[5].
- Asie : Corée du Sud[6], Vietnam[7].

La maison-mère est à Monteils.
En 2017, la congrégation comptait 310 religieuses dans 56 maisons.